# Jaroslav Květoň
| 2672 Písek  | 31 maggio 1979    |
| 7218 Skácel | 19 settembre 1979 |

Jaroslav Květoň (...) è un astronomo cecoslovacco.
Il Minor Planet Center gli accredita le scoperte di due asteroidi effettuate entrambe nel 1979.